# Memphis Blues
Memphis Blues − studyjny album Cyndi Lauper wydany w 2010 roku.
Nagranie albumu Lauper ogłosiła w 2009 roku, a sesje nagraniowe odbyły się w marcu 2010 w Memphis. Płyta jest jedną z najwyżej notowanych wydawnictw piosenkarki na liście Billboard 200. Krążek otrzymał nominację do Nagrody Grammy.

## Lista utworów
1. "Just Your Fool" (feat. Charlie Musselwhite)
2. "Shattered Dreams" (feat. Allen Toussaint)
3. "Early in the Mornin'" (feat. Allen Toussaint and B.B. King)
4. "Romance in the Dark"
5. "How Blue Can You Get?" (feat. Jonny Lang)
6. "Down Don't Bother Me" (feat. Charlie Musselwhite)
7. "Don't Cry No More"
8. "Rollin' and Tumblin'" (feat. Ann Peebles)
9. "Down So Low"
10. "Mother Earth" (feat. Allen Toussaint)
11. "Crossroads" (feat. Jonny Lang)
12. "Wild Women Don't Have the Blues"
13. "I Don't Want to Cry" (feat. Leo Gandelman)